# Eva Galvache
Eva Galvache (Cartagena, 14 de octubre de 1962- Pozuelo de Alarcón, Madrid, 27 de junio de 2020) fue una periodista radiofónica española.

## Biografía
Su madre fue presidenta de Acción Católica.
Estudió en la Universidad CEU San Pablo. En 1986 comenzó su actividad profesional en la Cadena COPE, junto con Faustino Catalina, dirigidos por José Luis Gago,  en el programa de actualidad religiosa Iglesia noticia, que se emitía los sábados. Desde sus orígenes, el programa contó con la colaboración de Paloma Gómez Borrero y Antonio Pelayo.
También presentó durante varias temporadas los programas Letra y música y El espejo de la familia. A través de este programa radiofónico, relacionado con la familia y la defensa de la vida, ayudó a familias con problemas.
Especializada en información religiosa, se hizo cargo de los informativos de la cadena COPE durante treinta años, siendo la primera mujer laica en ocupar el cargo de redactor de religión en la cadena. Asistió como enviada especial a cubrir los acontecimientos eclesiales más importantes a nivel mundial, como las Jornadas mundiales de la Juventud, diversos sínodos, cónclaves y varias canonizaciones.
Falleció el 27 de junio de 2020 en Pozuelo de Alarcón tras un padecer un cáncer de mama.

## Premios
- Premio Bravo (2013), otorgado por la Conferencia Episcopal Española por el programa Iglesia noticia de la cadena COPE.[10]